# مؤمن زکریا
مؤمن زکریا (عربی: مؤمن زكريا؛ زادهٔ ۱۲ آوریل ۱۹۸۸) یک ورزشکار اهل مصر است.
از باشگاه‌هایی که در آن بازی کرده‌است می‌توان به باشگاه ورزشی الاهلی مصر، باشگاه فوتبال المصری، باشگاه ورزشی زمالک، و تیم ملی فوتبال مصر اشاره کرد.
وی همچنین در تیم‌های ملی فوتبال مصر ۴ ژوئن ۲۰۱۶ بازی کرده است.